# 성난 군중으로부터 멀리 (1967년 영화)
《성난 군중으로부터 멀리》(영어: Far from the Madding Crowd)는 영국에서 제작된 존 슐레진저 감독의 1967년 서사 시대극 영화이다. 줄리 크리스티 등이 출연하였고, 조세프 잔니 등이 제작에 참여하였다.

## 출연진
- 줄리 크리스티
- 테런스 스탬프
- 피터 핀치
- 앨런 베이츠
- 피오나 워커
- 프루넬라 랜섬
- 앨리슨 레것
- 폴 도킨스

## 기타 제작진
- 협력 제작: 에드워드 조지프
- 미술: 리처드 맥도널드
- 의상: 앨런 배럿